# 梅之珩
梅之珩（1649年—1734年），字左白，號月川。江西南城人。

## 生平
生於清順治六年（1649年），康熙二十年（1681年）辛酉科江西解元，康熙二十四年（1685年）乙丑科進士，選庶吉士，歷官中允、侍講學士。康熙四十五年出任順天學政，四十九年出任《淵鑑類函》之校錄官。康熙五十二年以詹事府詹事出任河南鄉試正考官，五十三年任江南鄉試正考官。雍正十二年（1734年）卒。